# Галерија „Млади“
| Галерија „Млади“                  |                                      |
|                                   |                                      |
| Зграда у којој се налази Галерије |                                      |
| Врста:                            | Ликовна галерија                     |
| Основана:                         | 1950.                                |
| Седиште:                          | Београд Србија                       |
| Власник:                          | Музеј примењене уметности у Београду |
| Структура:                        | - Изложбени простор                  |

Галерија „Млади“ један је од галеријских простора у Београду, који ради у саставу Музеја примењене уметности у Београду. Основана је са циљем да кроз разне пројекте сарадње, умрежавања, размене искустава и реализацију изложби и различитих радионица промовише младе уметника и студенате.

## Положај, размештај и изложбени простор
Галерија „Млади“ која се налази у згради на Топличином венцу, у улици Вука Караџића број 18 у строгом центру Београда, близу Кнез Михаилове улице, која је главна трговачка улица у граду и уједно и пешачка зона која води ка најзначајнијем туристичком споменику Београда, средњовековној тврђави Калемегдан.
У галеријски простор размештен на 100 м2  улази се кроз репрезентативни улаз и пространо мермерно степениште са оградом од кованог гвожђа. Иако су временом вршене различите адаптације, зграда у којој се налази Галерија је сачуван дух времена у коме је подигнута.
Изложбени програм се одвија  у сутурену Музеја примењене уметности у Београду.

## Историјат зграде
Зграду су подигли од 1927. до 1929. године реномирани архитекти Стеван Белић (пројекат), Николаj Краснов (фасада) и Нерегар (унутрашња декорација). Саграђена је као двоспратна палата у академском стилу.
У овој згради, у чијем музејском сутерену Галерија „Млади“, 1950 године основан је Музеја примењене уметности у Београду.

## Намена
Галерија „Млади“ је данас један од изложбених простора у коме се се одржавају:
- мини изложбе,
- предавања,
- промоције,
- мањи концерти (повремено).

У галерији се одржавају и бројне магистарске и докторске изложбе младих аутора.
Главни циљ активности  галерије „Млади“ је промовисање младих уметника и студената, кроз пројекте сарадње, умрежавања и размене искустава, реализован кроз изложбе и различите радионице,

## Корисници
Галерија је отворена за младе ствараоце, као што су студенти Више школе ликовних и примењених уметности (Београд), ученици Школе за дизајн (Београд), студенти завршних година Факултета примењених уметности (Београд).

## Пројекти
- Сарадња са Техничком школом Дрвоарт на њиховом јединственом међународном програму „Дизајн игралиште“.
- Учешће у пројекту ПреСалон у оквиру кога сваке године учествују студенти четири сродна факултета архитектуре и дизајна (Факултет примењених уметности, Универзитет уметности у Београду, Архитектонски факултет, Универзитет у Београду; Грађевинско-архитектонски факултет, Универзитет у Нишу; Факултет техничких наука – Департман за архитектуру и урбанизам, Универзитет у Новом Саду).